# Lamprostola pascuala
Lamprostola pascuala là một loài bướm đêm thuộc phân họ Arctiinae, họ Erebidae.